# 토마시 마예프스키
토마시 마예프스키(폴란드어: Tomasz Majewski, 1981년 8월 30일~)는 폴란드의 전직 육상 선수로 주 종목은 포환던지기이다. 2008년과 2012년 하계 올림픽 남자 포환던지기에서 금메달을 획득하며 올림픽 2관왕에 올랐다. 그는 역대 3번째로 올림픽 포환던지기 종목에서 2관왕에 오른 선수이며, 또한 유럽 포환던지기 선수로는 처음으로 올림픽 2관왕에 올랐으며 1956년에 2관왕에 성공한 패리 오브라이언 이래 56년 만에 2관왕에 오른 포환던지기 선수이다.

## 경력
나시엘스크에서 태어났으며 어린 시절에는 작가를 꿈꾸며 학교 체육 과목을 싫어했던 학생이었다. 고등학교 진학을 위해 치에하누프로 이사한 후 현지 고등학교에서 체육 교사를 맡고 있던 삼촌의 권유로 15세 때 운동을 시작했다. 처음에는 세단뛰기 선수로 진로를 정했으나 얼마 후 포환던지기와 원반던지기 훈련을 받았다. 1999년 폴란드 실내 주니어 선수권 대회에서 우승하면서 두각을 드러냈고 전문 선수가 되기 위해 바르샤바로 떠났다.
이후 폴란드 국내 대회에서 우승을 하면서 선수로서의 자질을 보여줬고 2003년에 폴란드 국가대표로 발탁되었다. 그 해 6월에 이탈리아 피렌체에서 열린 유러피언컵을 통해 처음으로 국제 대회에 출전했다. 그는 20.09m의 기록으로 4위에 올랐으며, 같은 해 7월에 폴란드 비드고슈치에서 열린 2003년 유럽 U-23 선수권 대회에 참가하여 19.92m의 기록으로 4위에 올랐다. 8월에는 대한민국 대구에서 열린 2003년 하계 유니버시아드에 참가하여 19.90m의 기록으로 5위에 올랐다.
2004년 8월 그리스 아테네에서 열린 2004년 하계 올림픽에 참가하며 처음으로 올림픽에 출전했고 예선에서 19.55m를 기록하면서 18위로 결승 진출에는 실패했다. 이듬해인 2005년 8월에는 튀르키예 이즈미르에서 열린 2005년 하계 유니버시아드에서 20.60m의 기록으로 에스토니아의 타비 페트레와 러시아의 안톤 류보슬랍스키를 누르고 금메달을 획득했다.
2008년 8월 15일 중국 베이징에서 열린 2008년 하계 올림픽 남자 포환던지기 결승에서 21.51m를 기록하면서 미국의 크리스천 캔트웰과 벨라루스의 안드레이 미흐네비치를 꺾으며 금메달을 획득했다. 이로 인해 1972년 브와디스와프 코마르 이후 36년 만에 올림픽 포환던지기에서 우승한 폴란드 선수가 되었다. 또한 베이징 올림픽에서 처음으로 금메달을 획득한 폴란드 선수가 되었다.
2009년 7월 바르셀로나에서 21.64m의 개인 최고 기록을 갱신했고 며칠 후 스톡홀름에서 21.95m를 기록하면서 폴란드 신기록을 세웠다.
2010년 3월 카타르 도하에서 열린 2010년 세계 실내 선수권 대회에서 21.20m를 기록하면서 폴란드 실내 기록을 갱신하였다. 하지만 캐나다 기록을 갱신한 딜런 암스트롱에 밀려 5위를 기록하면서 입상에는 실패했다. 해당 대회는 세계 실내 선수권 역사상 처음으로 선수 5명이 21m를 넘는 기록을 세운 대회로 남았다. 같은 해 7월 2010년 유럽 선수권 대회에 참가하여 은메달을 획득했다. 그는 21m를 기록했으며 벨라루스의 미흐네비치가 1cm 차인 22m를 기록하여 우승을 차지했다. 후에 미흐네비치가 도핑이 적발되면서 금메달을 승계했다.
2011년 6월 스톡홀름에서 열린 2011년 유럽 팀 선수권 대회에서 독일의 다비트 슈트로를에게 밀려 2위에 올랐고, 같은 해 9월 대구에서 열린 2011년 세계 선수권 대회에서 20.18m의 기록으로 9위에 올랐다.
2012년 2월 카를스루에에서 열린 BW 은행 국제 실내 육상 대회에서 21.27m의 기록으로 폴란드 실내 기록을 갱신하며 우승했다. 8월에는 런던에서 열린 2012년 하계 올림픽에서 21.89m를 기록하면서 독일의 슈트로를과 미국의 리스 호파를 꺾고 2연패를 달성했다. 이로서 마예프스키는 1952년과 1956년 하계 올림픽에서 우승한 패리 오브라이언 이후 처음으로 올림픽 2연패를 달성한 남자 포환던지기 선수가 되었다.
2016년 브라질 리우데자네이루에서 열린 2016년 하계 올림픽에서는 20.72m의 기록으로 6위에 올랐다.